# 芒特莫里斯 (伊利諾伊州)
芒特莫里斯（英語：Mount Morris）是一個位於美國伊利諾伊州奧格爾縣的城市。

## 地理
芒特莫里斯的座標為42°02′51″N 89°26′02″W / 42.04750°N 89.43389°W，而該地的平均海拔高度為277米（即909英尺）。

## 人口
根據2010年美國人口普查的數據，芒特莫里斯的面積為4.30平方千米，當中陸地面積為4.30平方千米，而水域面積為0.00平方千米。當地共有人口2998人，而人口密度為每平方千米697.21人。